# Günter Kießling
Günter Kießling (n. 20 octombrie 1925, Frankfurt (Oder) – d. 28 august 2009 în Rendsburg) a fost general german din cadrul Bundeswehrului. El a fost trimis în rezervă că urmare a Scandalului Kießling. 

## Viața
Kießling a fost fiului unui maistru mecanic, el a trăit cu familia în Berlin. După terminarea școlii elemrntare (Volksschule) el devine la vârsta de 14 ani subofițer la școala de cadeți din Dresda, fiind trimis pe frontul de est contra URSS-ului (1941-1943) în al doilea război mondial că locotenet de infanterie. După terminarea războiului a lucrat greu pe șantier că ajutor de muncitor în construcții. În același timp el urmează cursul seral al unui liceu din Berlin, unde v-a da examenul de bacalaureat în anul 1947. În perioadă următoare devine grănicer în BRD. În timpul sau liber studiază agronomia la Bonn și Hamburg, obținând la Bonn titlul de Doctor rerum politicarum. Kiessling intră în clubul Burschenschaft Germania Bonn, în 1956 ajunge locotenent-major în  Bundeswehr-ul nou format, iar în 1971 devine, la vârstă de 46 de ani, cel mai tânăr general din armată vestgermană. Înainte de pensionare a fost unul dintre conducătorii NATO și locțiitorul comandantului suprem a Trupelor Aliate din Europa. 
În 1983, pe baza declarațiilor unor militari din Amt für Sicherheit der Bundeswehr(ASBw) Kießling a fost pensionat, motivul fiind că ar fi homosexual în cadrul armatei, fapt care prezintă un risc și o posibilitate de șantajare. Ulterior, Kießling a fost reabilitat de suspiciul de homosexualitate. Kißling a fost singurul general cu patru stele care n-a fost invitat la jubileul militar din anul 1985.   
Generalul în rezervă a trăit până în ultimii ani din viață să la Rendsburg.

## Opere
- Neutralität ist kein Verrat: Entwurf einer europäischen Friedensordnung. Straube, Erlangen 1989, ISBN 3-927491-04-7.
- NATO, Oder, Elbe: Modell für ein europäisches Sicherheitssystem. 1990
- Versäumter Widerspruch. Hașe & Koehler, Mainz 1993, ISBN 3-7758-1294-6. Autobiographie.
- Fachbeiträge für Zeitschriften aber Personalprobleme der Streitkräfte, aber auch Aber Themen wie Der Christ als Soldat und Traditionsverständnis und Traditionspflege aus der Sicht eines Truppenführers

## Literatură
- Der Spiegel, 5/1984, S. 18a26 ()